# Штос, Павао
Павао Штос (хорв. Pavao Štoos; 10 декабря 1806, Дубравица — 30 марта 1862, Покупско) — хорватский поэт, священник и «иллирист».

## Биография
В 1828 г. Штос окончил епископскую гимназию в Загребе ). Затем окончил курс теологии. Некоторое время Штос работал секретарём Загребского епископа. С 1842 г. Штос служил священником в приходе Покупско, входившем в состав «Дворянской общины Турополье». 
Штос хорошо известен среди хорватских патриотов как автор известной элегии Kip domovine vu početku leta 1831, опубликованной в журнале «Даница» Людевита Гая. В ней он чётко сформулировал свою озабоченность по поводу иноземного гнёта и денационализации простых людей (vre i svoj jezik zabit Horvati hote ter drugi narod postati). Штос пессимистически смотрел на современные ему политические и общественные движения, называя свою страну, запертой в ловушке мрака подземелья (srce od plača ne mrem zdržati).
Помимо литературы Штос также занимался музыкой, хорошо играл на гуслях, опубликовал в 1858 году Kitice srkvenih pjesama s napjevima. Он является автором песни "Poziv u kolo ilirsko".
В 1862 году Штос был назначен каноником Загреба, но умер прежде, чем официально вступил в должность.

## Примечания

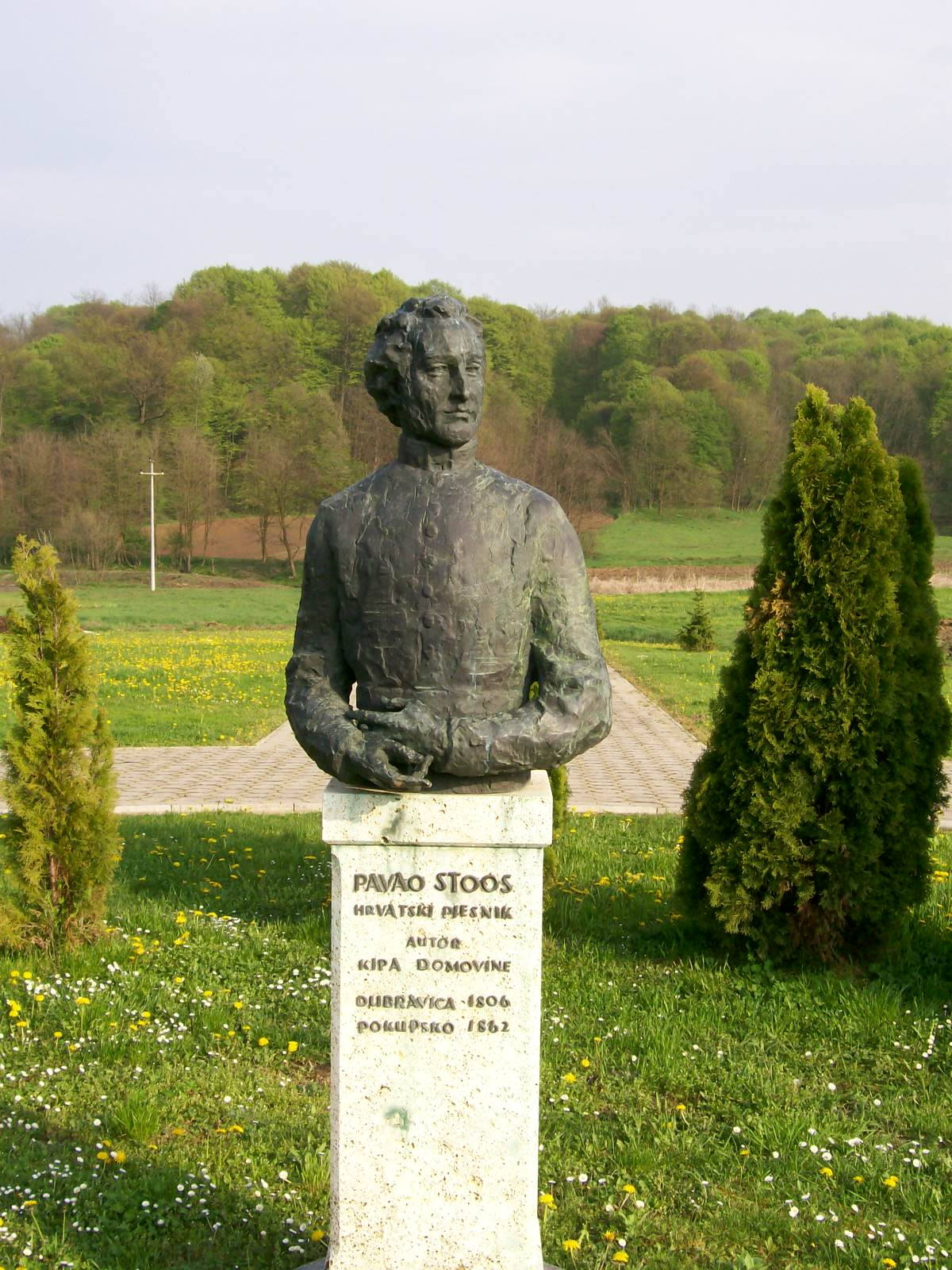
Памятник Павао Штосу в его родной Дубравице